# Cosmopterix turbidella
Cosmopterix turbidella là một loài bướm đêm thuộc họ Cosmopterigidae. Loài này có ở quần đảo Canary.
Sải cánh khoảng 7–8 mm.
Ấu trùng ăn các loài Forsskalea angustifolia, Gesnouinia arborea, Parietaria debilis và Parietaria officinalis. Chúng ăn lá cây nơi chúng sống.